# Абдалин, Александр Степанович
Алекса́ндр Степа́нович Абда́лин (25 декабря 1906, Хмелинка, Саратовская губерния — 23 октября 1978, Ташкент) — государственный и политический деятель Узбекской ССР; заместитель председателя Президиума Верховного Совета Узбекской ССР (1963—1978).

## Биография
Александр Степанович Абдалин родился 25 декабря 1906 года в Хмелинке Саратовской губернии в бедной крестьянской семье.
С 1922 года работал разнорабочим. В 1923 году вступил в комсомол, в 1930 году — в ВКП(б). Занимал должности инструктора ЦК КП(б) Узбекистана, заместителя заведующего отделом и заведующего отделом ЦК КП(б) Узбекистана, 2-го секретаря Ферганского обкома КП(б) Узбекистана.
По 23 марта 1959 года — 2-й секретарь Ташкентского обкома КП Узбекистана.
С 1963 года по 23 октября 1978 года — заместитель председателя Президиума Верховного Совета Узбекской ССР; одновременно — председатель Узбекского республиканского общества охраны природы.
Депутат Верховного совета Узбекской ССР 3-9 созывов.
Умер 23 октября 1978 года, похоронен на кладбище Чигатай.

## Награды
- Орден Октябрьской Революции
- пять орденов Трудового Красного Знамени (в том числе 01.03.1965)[5]
- орден Красной Звезды,
- орден «Знак Почёта»[2][3][4].

## Память
В Сырдарьинской области именем А. А. Абдалина назван хлопко-совхоз.